# SMS Thüringen
«Тюрінген» (нім. SMS Thüringen) — німецький військовий корабель, дредноут типу «Гельголанд» Імператорських військово-морських сил Німеччини. Перший корабель, названий на честь Тюрингії — землі в центральній частині Німеччини. Брав активну участь у Першій світовій війні.
«Тюрінген» був закладений 2 листопада 1908 року на верфі компанії AG Weser у Бремені. 27 листопада 1909 року він був спущений на воду, а 1 липня 1911 року увійшов до складу ВМС Німецької імперії. Корабель був озброєний артилерією головного калібру з дванадцяти 305-мм гармат у шести здвоєних баштах і мав максимальну швидкість 21,2 вузла (39,3 км/год; 24,4 миль/год).
Більшу частину своєї кар'єри, включно з Першою світовою війною, «Тюрінген» діяв у лавах І бойової ескадри Флоту відкритого моря. Разом з трьома однотипними дредноутами, «Гельголанд», «Остфрізланд» і «Ольденбург», «Тюрінген» брав участь у всіх основних операціях флоту в Північному морі проти британського Великого флоту.
«Тюрінген» також здійснив кілька бойових виходів у Балтійське море, діючи проти російського флоту. Вперше це відбулося під час битви в Ризькій затоці, де «Тюрінген» підтримував німецький штурм затоки.
Під час операції «Альбіон», при висадці десанту на острови в Ризькій затоці, «Тюрінген» і три однотипні лінкори були переміщені до Данських проток, щоб заблокувати будь-яку можливу спробу британського втручання в перебіг подій. 28 жовтня чотири кораблі прибули в Пуциг-Вік, а звідти попрямували до Аренсбурга. 2 листопада операція була завершена, і «Тюрінген» «сістершипами» почав рух назад до Північного моря. Останній невдалий виліт флоту відбувся 23–24 квітня 1918 року. «Тюрінген», «Остфрізланд» і «Нассау» були сформовані в спеціальний підрозділ для операції «Шлусштайн», планової окупації Санкт-Петербурга. Три кораблі досягли Балтики 10 серпня, але операція була відкладена і зрештою скасована. 21 серпня це корабельне угруповання було розформовано, а 23 серпня лінкори повернулися у Вільгельмсгафен.
Корабель залишився в Німеччині, тоді як більша частина флоту була інтернована в Скапа-Флоу після закінчення війни. У 1919 році, після самозатоплення екіпажами німецького флоту в Скапа-Флоу, «Тюрінген» був повернутий до строю і використовувався як плавуча казарма. 1920 року переданий Франції; використовувався як корабель-мішень і незабаром затонув неподалік від Гавра. У 1922—1923 роках рештки піднято та розібрано на брухт.